# Jan Pesman
Jan Pesman (né le 4 mai 1931, et mort le 23 janvier 2014) à Stedum est un ancien patineur de vitesse néerlandais.

## Biographie
Il est spécialiste des longues distances (5 000 et 10 000 m). Pesman a participé à une seule édition des Jeux olympiques d'hiver en 1960, où il a décroché la médaille de bronze sur le 5 000 m puis a échoué à la douzième place sur le 10 000 m, prenant sa retraite à l'issue de la compétition 

## Palmarès

### Jeux olympiques
- Squaw Valley 1960 :  Médaille de bronze au 5 000 m

## Records personnels
| Épreuve  | Temps         | Date |
| -------- | ------------- | ---- |
| 500 m    | 43 s 4        | 1960 |
| 1 500 m  | 2 min 11 s 0  | 1960 |
| 500 m    | 7 min 46 s 7  | 1960 |
| 10 000 m | 16 min 41 s 0 | 1960 |